# Médaille du jubilé du 100e anniversaire des organismes de service diplomatique d'Azerbaïdjan

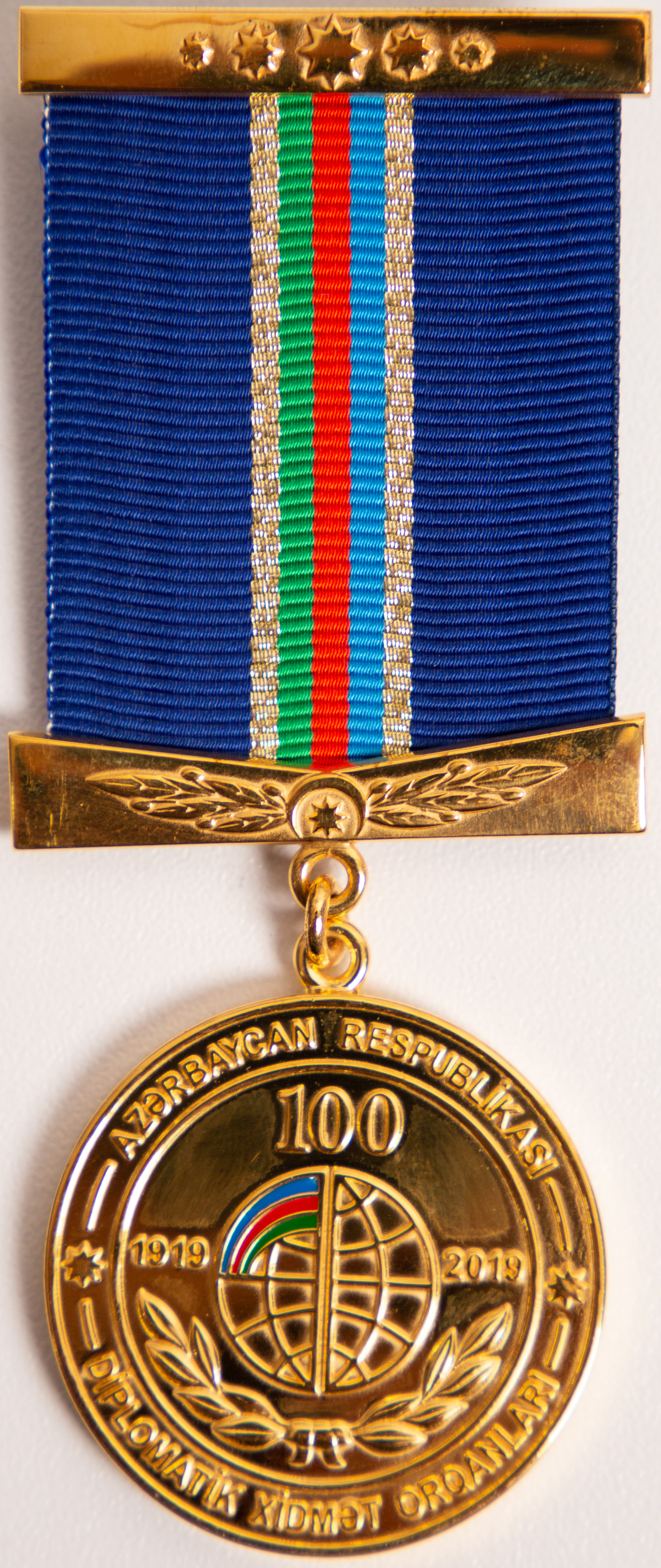
Médaille du jubilé.

La médaille du jubilé du 100e anniversaire du service diplomatique de la République d'Azerbaïdjan (1919-2019) (en azéri : Azərbaycan Respublikasının diplomatik xidmət orqanlarının 100 illiyi (1919-2019) yubiley medalı) est une récompense d'État de la République d'Azerbaïdjan. Elle est créée par la loi no 1533-VQD de la République du 29 mars 2019. La médaille est dédiée au 100e anniversaire du service diplomatique.

## Histoire
Le 16 février 2019, des amendements à la loi sur l'établissement des ordres et des médailles de la République d'Azerbaïdjan sont examinés lors de la réunion de l'Assemblée nationale. La nouvelle médaille du jubilé du 100e anniversaire du service diplomatique de la République d'Azerbaïdjan (1919-2019) est ajoutée à la liste des médailles.

## Attribution
Les personnes suivantes sont éligibles à la remise de cette médaille :
- les employés remplissant leurs fonctions et obtenant des résultats élevés dans les agences du service diplomatique ;
- les personnes assurant le service administratif et technique des agences du service diplomatique ;
- les anciens combattants des agences diplomatiques ;
- toute autre personne activement impliquée dans le développement des relations diplomatiques et internationales de l'Azerbaïdjan[3].